# Kochi United Sports Club
Maillots
Actualités
Le Kochi United Sports Club (高知ユナイテッドSC) est un club japonais de football basé à Kōchi dans la préfecture du même nom. Le club évolue en J.League 3.

## Histoire
Dans le but de crée un club professionnel pour la préfecture de Kochi, les deux clubs du Igosso Kochi et le Kochi U-Truster FC fusionnent le 1er février 2016 et forment le Kochi United Sports Club.

### Promotion à la JFL
Entre 2016 et 2019, dans la Ligue Shikoku, le club tente de monter en JFL et c'est lors de la saison 2019 que le club accède à la quatrième division japonaise pour la saison 2020.

### Promotion en J. League
Le 29 octobre 2024, la ligue japonaise a annoncé que le club avait officiellement obtenu une licence de J.League après l'approbation du conseil d'administration de la J.League. Cinq ans en JFL, c'est à la saison 2024 que le club finit 2e et remporte le barrage de promotion contre le YSCC Yokohama et est promu en J3 League.

## Palmarès
| Compétitions nationales                                 | Compétitions internationales |
| - Championnat du Japon de D4 (0) - Vice-champion : 2024 | - Néant                      |

## Joueurs et personnalités du club

### Entraîneurs
Le tableau suivant présente la liste des entraîneurs du club depuis 2016.
| Rang | Nom               | Période   |
| ---- | ----------------- | --------- |
| 1    | Akihiro Nishimura | 2016      |
| 2    | Takefumi Otani    | 2017-2020 |

| Rang | Nom               | Période   |
| ---- | ----------------- | --------- |
| 3    | Akihiro Nishimura | 2020-2022 |

| Rang | Nom                | Période   |
| ---- | ------------------ | --------- |
| 4    | Takafumi Yoshimoto | 2022-2025 |

| Rang | Nom          | Période |
| ---- | ------------ | ------- |
| 5    | Yutaka Akita | 2025-   |

### Effectif actuel
Mise à jour le

## Bilan saison par saison
Ce tableau présente les résultats par saison de Kochi United dans les diverses compétitions nationales et internationales depuis la saison 2025
| Saison | Championnat | Championnat | Championnat | Championnat | Championnat | Championnat | Championnat | Championnat | Championnat | Championnat | Coupe du Japon | Coupe de la Ligue |
| Saison | Division    | Pos         | Pts         | J           | V           | N           | D           | BP          | BC          | Diff.       | Coupe du Japon | Coupe de la Ligue |
| ------ | ----------- | ----------- | ----------- | ----------- | ----------- | ----------- | ----------- | ----------- | ----------- | ----------- | -------------- | ----------------- |
| 2025   | J3 League   | e           | 0           | 0           | 0           | 0           | 0           | 0           | 0           | 0           | -              | -                 |